# Olga Petrova
Olga Petrova (10. maj 1884 – 30. november 1977) var en engelsk-amerikansk skuespillerinde og manuskriptforfatter. 
Petrova blev født Muriel Harding i Tur Brook, England, og flyttede senere til London, hvor hun begyndte at optræde på vaudeville-teatre og tog navnet Olga Petrova og hævdede, at hun var født i Det Russiske Kejserrige. Hun flyttede til USA omkring 1911, hvor hun blev en vaudevillestjerne under navnet Olga Petrova. 
Hun filmdebuterede i 1912 den russiske film Den store gamle mands afgang, hvor hun spillede den kvindelige hovedrolle som Lev Tolstojs hustru Sofia Andrejevna Tolstaja. Hun spillede hovedroller  i flere film for Solax Studios og var Metro Pictures første diva. Hun fik normalt rollen som femme fatale. I løbet af syv år medvirkede Petrova i mere end to dusin og skrev manuskipt til flere andre.
Petrova forlod filmindustrien i 1918 for at optræde på Broadway. I 1920erne skrev hen tre skuespil og tog på turné med en teatertrup. I 1942 udgav hun selvbiografien Butter With My Bread (en.:Smør Til Mit Brød).
Olga Petrova døde barnløs i 1977 i Clearwater, Florida. Hun har en stjerne på Hollywood Walk of Fame.